# Scylacosaurus sclateri
Scylacosaurus sclateri è un terapside estinto, appartenente ai terocefali. Visse nel Permiano superiore (circa 259 - 254 milioni di anni fa) e i suoi resti fossili sono stati ritrovati in Sudafrica.

## Descrizione
Questo animale era un terapside di dimensioni medio-piccole, e non doveva superare il metro di lunghezza. Il cranio misurava circa 12 centimetri ed era di forma allungata e bassa; in particolare, il muso era piuttosto allungato e la cresta sagittale era piuttosto bassa. Erano presenti sei denti incisiviformi nella mascella superiore, seguiti da un canino moderatamente sviluppato, un diastema e da sette piccoli denti postcanini, il primo dei quali era leggermente più grande degli altri. I prevomeri raggiungevano le ossa pterigoidee e separavano le ossa palatine. I denti sul palato erano presenti unicamente sulle ossa pterigoidee, ed erano già scomparsi dalle ossa palatine (cosa che non avveniva nei gorgonopsidi). Il basisfenoide possedeva una forte escrescenza laterale; il cavum epiptericum non era ancora incluso nella cavità cranica ed era compreso tra l'epipterigoide e il prootico. L'epipterigoide era abbastanza stretto, anche se sicuramente più grande rispetto a quello dei gorgonopsidi.

## Classificazione
Scylacosaurus sclateri venne descritto per la prima volta da Robert Broom nel 1903, sulla base di resti fossili ritrovati in Sudafrica in terreni databili al Permiano superiore, nel distretto di Colesburg. Altri fossili scoperti successivamente e descritti come S. falkenbachi sono stati poi attribuiti alla medesima specie. Affine a questo animale era Scylacosuchus della Russia. 

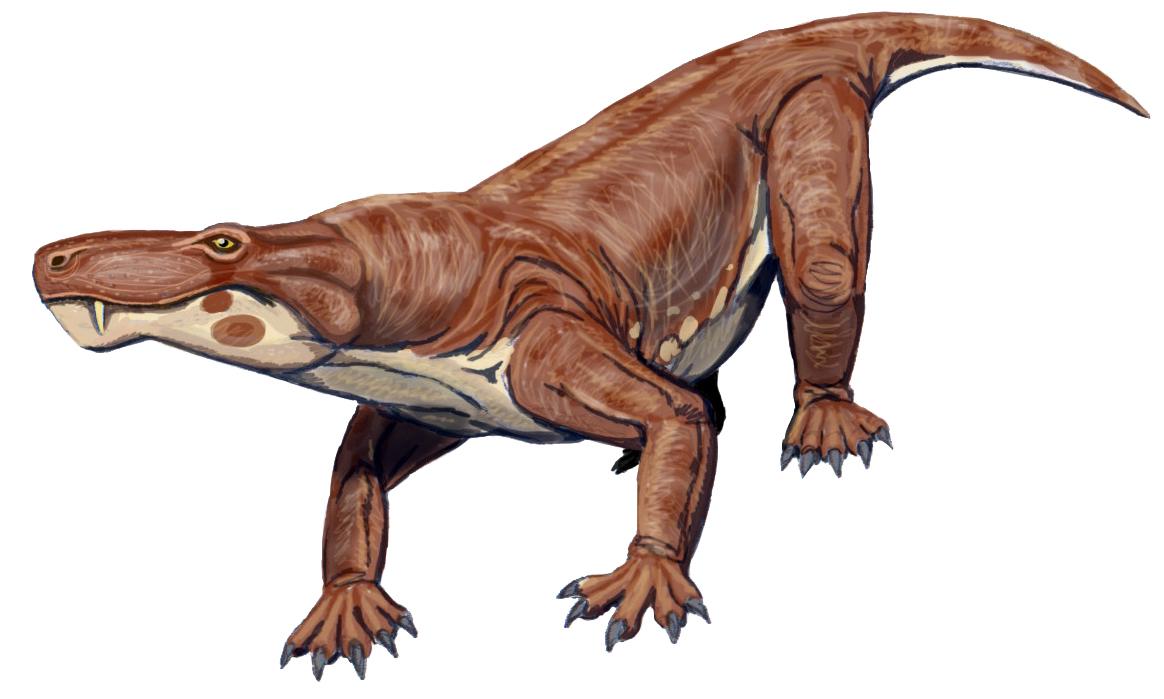
Ricostruzione di Scylacosaurus

Scylacosaurus è un rappresentante dei terocefali, un gruppo di terapsidi altamente diversificati e specializzati. Sembra che Scylacosaurus fosse un terocefalo abbastanza arcaico, non particolarmente specializzato, ma sicuramente più derivato rispetto agli antichi Trochosaurus, Hyaenasuchus e Lycosuchus.

## Paleoecologia
Probabilmente Scylacosaurus era un carnivoro che si cibava di piccole prede.